# José da Costa Carvalho
José da Costa Carvalho, Marquês de Monte Alegre, (Salvador, 7 de fevereiro de 1796 — São Paulo, 18 de setembro de 1860) foi um político, juiz, jornalista e magistrado brasileiro, conhecido por sua excelente oratória e talento político. Foi membro da Regência Trina Permanente e Primeiro-ministro do Império do Brasil, durante o período de 8 de outubro de 1849 a 11 de maio de 1852.

## Nascimento
Nascido na Bahia, era filho legítimo de D. Inês Maria da Piedade Costa e José da Costa Carvalho, patrão-mor da barra da cidade de S. Salvador. Estudou na Universidade de Coimbra se tornando bacharel em Leis (Direito) no ano de 1819. Casou-se, pela primeira vez, com a irmã do Barão de Itu, Genebra de Barros Leite, em 1824. A esposa era viúva de Brigadeiro Luís Antonio e herdeira da maior fortuna paulista da época. Em 1839, três anos após a morte de Genebra, José da Costa Carvalho casou-se com Maria Isabel de Sousa Alvim.

## Entrada na política
Após terminar os estudos em Portugal, voltou ao Brasil e seguiu a carreira de magistrado em Salvador, até ser, posteriormente, nomeado para os cargos de Juiz de fora e Ouvidor, em São Paulo (1821-1822). Atuou por um ano em São Paulo, para então eleger-se em 1823, deputado pela província da Bahia, à Assembleia Nacional Constituinte e Legislativa do Império do Brasil. Tomando posse do cargo em 21 de julho do mesmo ano.
Depois foi eleito deputado geral, pela mesma província por duas legislaturas consecutivas (1826-1829 e 1830-1833), uma vez que se destacava por seu talento e oratória. Seguindo o caminho do Magistrado, foi nomeado também, Diretor da Faculdade de Direito de São Paulo (1835-1836). Presidiu a Câmara dos Deputados em três ocasiões: em 1828, depois em 1830, ambas por somente dois meses de duração cada presidência, e por fim em 1831, cargo que durou quase um ano. Subiu ao cargo de vice-presidente da mesma Câmara, de 4 de maio de 1827 a 5 de maio de 1828.

## Regente do Império do Brasil
Após a abdicação de D. Pedro I, os 62 representantes da nação (26 senadores e 36 deputados) resolveram, na manhã de 7 de abril de 1831, nomear uma Regência Provisória que governasse em nome do Imperador, de 6 anos. A primeira Regência foi composta pelo  marquês de Caravelas José Joaquim Carneiro de Campos, do general Francisco de Lima e Silva e de Nicolau de Campos Vergueiro.
Logo no dia seguinte, formou-se o Ministério, sendo reconvocados os ministros que D. Pedro demitira. A Regência publicou um manifesto ao país, explicando os acontecimentos e aconselhando prudência, espírito de ordem e união de todos os brasileiros. O estado de exaltação não se circunscrevia ao centro onde se desdobravam os fatos. Por todo o Brasil reinavam divergências de opinião e rebeliões. No Pará, no Maranhão, na Bahia, no Ceará, em Pernambuco, em Minas Gerais, repetiam-se distúrbios, principalmente conflitos entre brasileiros e portugueses. Na Bahia e em Pernambuco, cometiam-se atentados sem que o governo pudesse reprimi-los.
A abdicação do imperador foi um acontecimento que encheu de apreensões os patriotas, e a Regência Trina Provisória não era mais capaz fazer melhorias no país ao mesmo tempo que tentava conter a exaltação do povo. Por este motivo, após somente três meses de atuação desta regência, a Assembleia Geral Legislativa que foi presidida por José Caetano da Silva Coutinho, senador e bispo paulista, se reuniu no Paço do Senado, no dia 17 de junho de 1831. Baseada no artigo 123 da constituição vigente de 1824, foi definida a votação da Regência Trina Permanente (1831- 1835). Sua composição fora feita somente por deputados, característica diferenciada da regência anterior, formada por senadores. Para os senadores, a Câmara dos Deputados representavam os interesses dos grupos moderados e consequentemente, de mudanças constitucionais, seguindo caminho contrário ao Senado que se opunham à muitas reformas.

O político e até então deputado José da Costa Carvalho, foi eleito para governar o país ao lado de João Bráulio Muniz Brigadeiro Francisco de Lima e Silva.

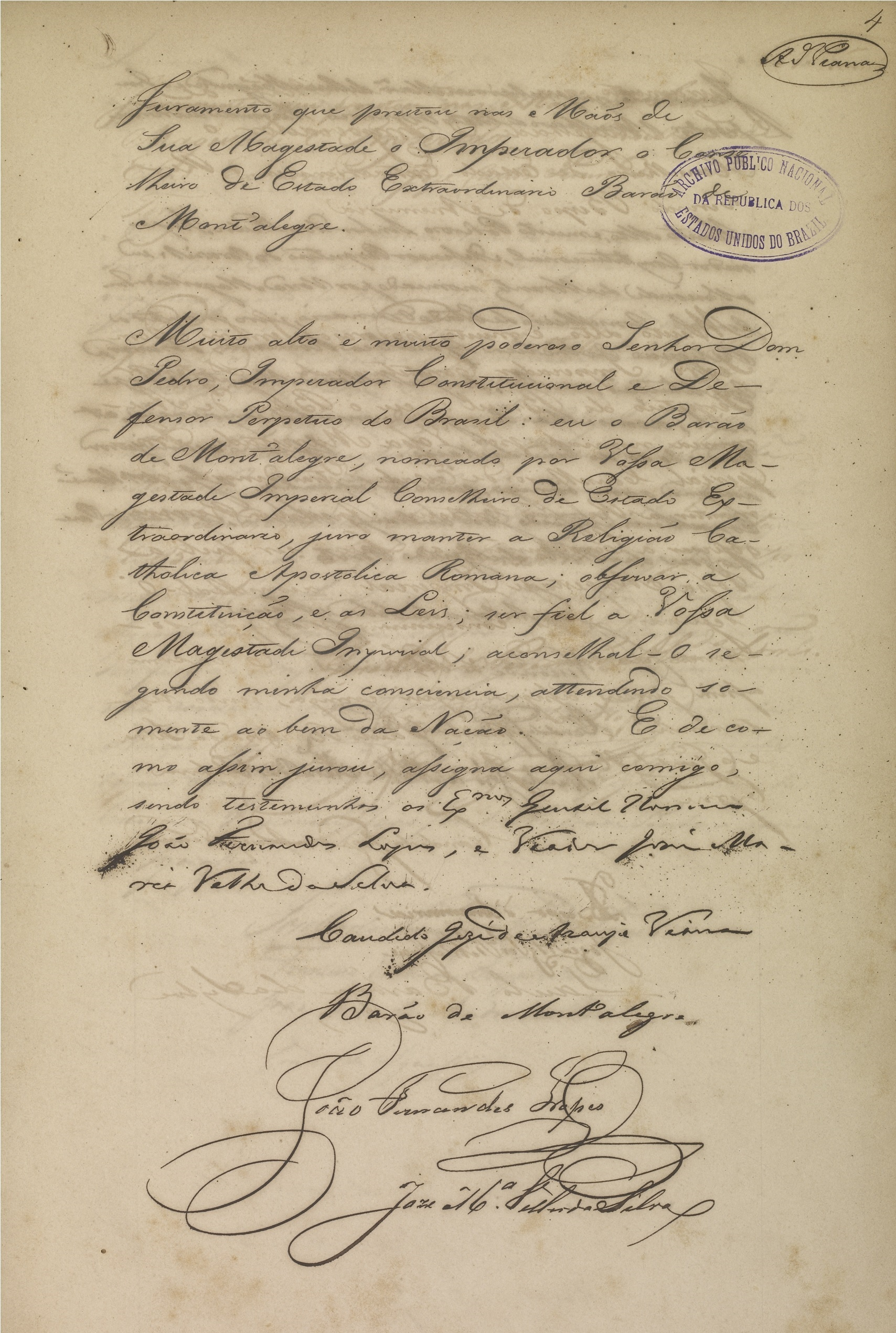
Juramento de Conselheiro de Estado do Império do Brasil do Barão de Monte Alegre, 1842. Arquivo Nacional.

A Regência Trina Permanente entregou a direção da política aos moderados, grupo preponderante em todo o país. Em 24 de setembro de 1834 falecera D. Pedro I e os restauradores passaram a apoiar a ala moderada, cujo ideais políticos mais se aproximavam, evitando assim o crescimento dos exaltados. Com habilidade, o governo regencial foi neutralizando os exaltados, e procurava vencer a resistência do Senado às reformas constitucionais da Câmara. O Ato Adicional aparecia como a grande obra da Regência, exprimindo o definitivo triunfo dos moderados.

## Presidente da província de São Paulo e do Senado imperial
Com o término dos quatro anos como regente, afastou-se da política alegando motivos de saúde. Por indicação do regente Digo Antônio Feijó volta a São Paulo, para dirigir a Faculdade de Direito do Largo de São Francisco, de 1835 a 1836. Decide então retomar o caminho político, sendo deputado geral pela província de São Paulo na quarta Legislatura (1838-1841), tendo tomado posse a 19 de maio de 1838. Mas, renunciou o cargo para assumir o de senador vitalício por Sergipe, de 1839 a 1860, do qual tomou posse em 4 de maio de 1839. Recebe o título de Conselheiro de Estado, por decreto imperial de 18 de julho de 1841,.
Um ano depois, em 1842, é feito presidente da província de São Paulo, exercendo o cargo de 20 de janeiro a 16 de agosto de 1842, ajudando a conter o movimento da Revolta Liberal. Vencido o movimento, retornou ainda ao Senado, do qual torna-se presidente de 1842 a 1843.
O Arquivo Público do Estado de São Paulo dispõe de um pequeno conjunto de 14 cartas ou ofícios, recebidos por José da Costa Carvalho, datados de 1832 a 1842.
Ministro do Império de 1848 a 1852, (ver Gabinete Olinda I) substituiu o Marquês de Olinda na Presidência do Conselho de Ministros, em 8 de outubro de 1849 (ver Gabinete Monte Alegre).
Político de feitio autoritário e intransigente, substituiu o marquês de Olinda na presidência do Conselho em 1849. Nesse período, realizou a política de intervenção armada do Brasil no Rio da Prata.

## Participação na Imprensa

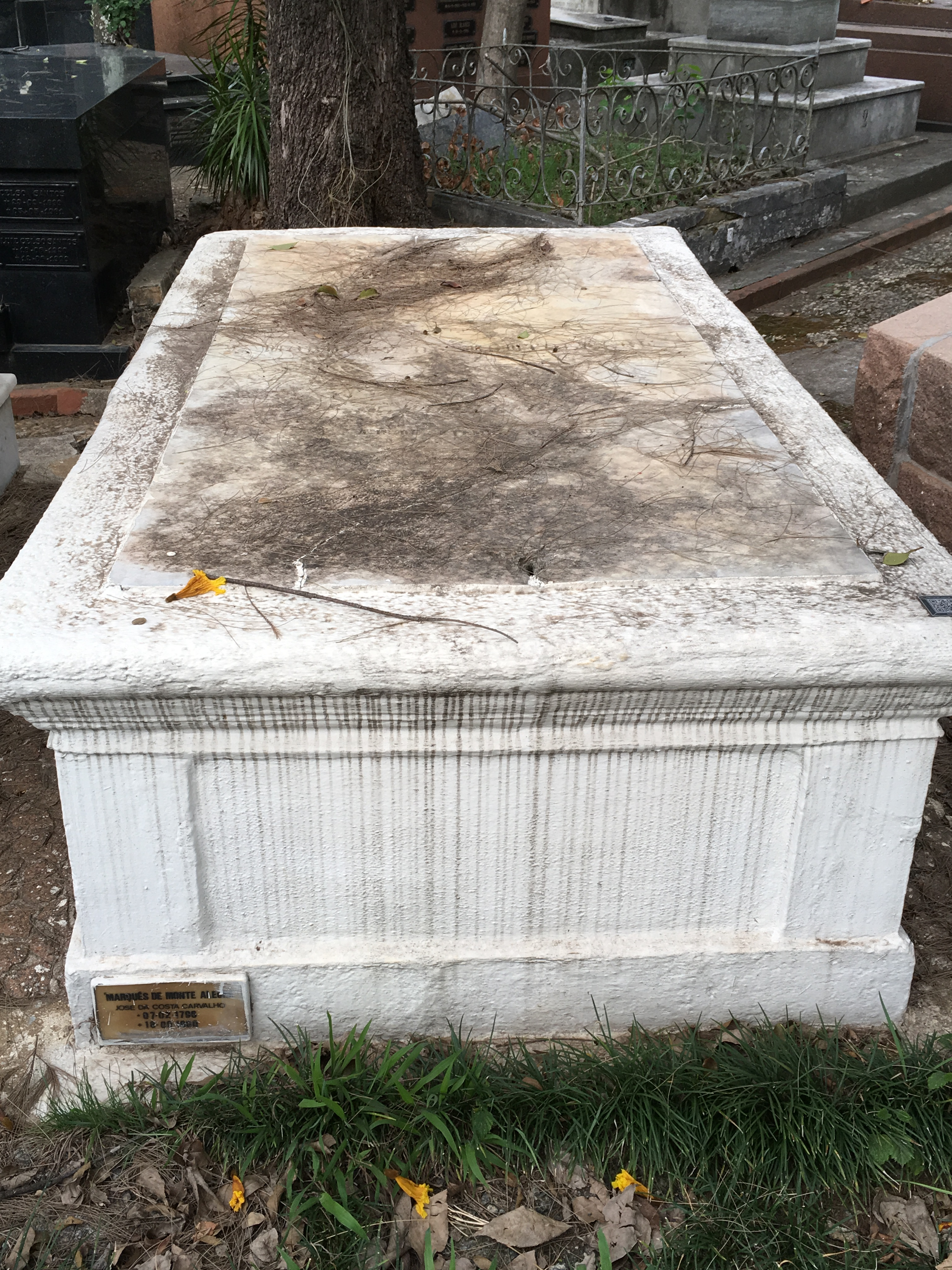
Túmulo do Marquês de Monte Alegre no Cemitério da Consolação.

Fundou O Farol Paulistano, primeiro periódico impresso e publicado em São Paulo, que começou a circular em 7 de fevereiro de 1827 e saiu de circulação no ano de 1832.
José da Costa Carvalho era diretor e redator principal do periódico, que tinha como tamanho um padrão de quatro páginas. As primeiras e principais, páginas eram ocupadas pelas notícias da província e da cidade de São Paulo, que na época não passava de seus 20 000 habitantes. As demais folhas eram ocupadas por notícias internacionais, reproduções de artigos e notas da Corte, e comentários. No entanto, era na seção de Variedades que o jornal se posicionava melhor sobre reflexões de caráter moral à respeito da democracia, da liberdade, dos direitos do povo, mostrando mais claramente sua linha editorial política, de caráter liberal.
No começo, suas publicações eram feitas às quartas-feiras. Após quatro meses de circulação, o periódico passou também a ter publicações aos sábados e já em outubro de 1829, tinha publicação trissemanal. Cada edição custava 80 réis.

## Méritos finais
Teve participação crucial na construção da democracia ao longo das revoltas e Período Regencial. Foi ainda presidente da Sociedade de Estatística do Brasil e da Associação Central de Colonização do Rio de Janeiro. Sócio do Instituto Histórico e Geográfico Brasileiro. Foi membro honorário da Sociedade Auxiliadora da Indústria Nacional e da Academia Imperial das Belas Artes. Reverenciado com o título de Barão de Monte Alegre, por decreto de 23 de agosto de 1841, depois Visconde com grandeza por decreto de 11 de setembro de 1843, e finalmente, após uma série de posições enobrecedoras na área política e exacerbando seu patriotismo recebe o título de Marquês, por decreto de 2 de dezembro de 1854.
Faleceu em São Paulo, no dia 18 de setembro de 1860, aos 64 anos de idade e sem deixar herdeiros. Foi sepultado no Cemitério da Consolação em São Paulo.

## Condecorações
- Grã-Cruz da Imperial Ordem do Cruzeiro (1835)
- Grã-Cruz da Ordem da Legião de Honra, França (1843)

## Gabinete de 8 de outubro de 1849
Ver artigo principal: Gabinete Monte Alegre
Foi Presidente do Conselho de Ministros e simultaneamente ministro do Império.
- Ministro da Justiça: Eusébio de Queirós
- Ministro da Marinha: Manuel Vieira Tosta
- Ministro da Guerra: Manuel Felizardo de Sousa e Melo
- Ministro da Fazenda: Joaquim José Rodrigues Torres